# هوارد ماركس
هوارد ماركس (بالإنجليزية: Howard Marks)‏ هو كاتب أمريكي، ولد في 22 أبريل 1946 في نيويورك في الولايات المتحدة.